# جیمز آبه
جیمز آبه (انگلیسی: James Abbe؛ ۱۷ ژوئیه ۱۸۸۳ – ۱۱ نوامبر ۱۹۷۳ (۹۰ سال)) عکاس، روزنامه‌نگار، و مجری رادیو اهل ایالات متحده آمریکا بود.
جیمز ادوارد آبه در سال ۱۸۸۳ در آلفرد، مین متولد شد.

## زندگی‌نامه
حرفه او به عنوان یک عکاس بین‌المللی برای اولین بار توسط واشینگتن پست پوشش داده و تقویت شد. واشینگتن  او را مأمور کرد تا در سال ۱۹۱۰ سفر کند و از یک سفر ۱۶ روزه با ناوگان جنگی آمریکایی به انگلستان و فرانسه عکس بگیرد. سال‌ها بعد او به عنوان یک عکاس خبری جوان در اواخر دهه ۱۹۲۰ و اوایل دهه ۱۹۳۰ به سراسر اروپا سفر کرد و مبارزات ناپایدار قدرت در اوایل قرن بیستم را ضبط کرد. با این حال، او ابتدا با عکاسی از ستاره‌های تئاتر صحنه نیویورک و متعاقباً از ستاره‌های سینما در نیویورک، هالیوود، پاریس و لندن در دهه‌های ۱۹۲۰ و ۱۹۳۰ نامی برای خود دست و پا کرد. تکنیک غیرمعمول او در کار در خارج از استودیو او را از سایر عکاسان آن دوره متمایز کرد. برای کسب درآمد، آبه عکس‌های خود را به مجلاتی مانند وگ و ونتی فر فروخت که باعث شهرت بیشتر سوژه‌های او شد.

## عکس‌های معروف
مشهورترین پرتره‌های آبه شامل پرتره‌های دوگانه کمیاب او از ستاره‌های فیلم صامت رودولف والنتینو و همسرش ناتاشا رامبووا، لیلین و دوروتی گیش و همچنین رقصندگانی از جمله خواهران دالی و آنا پاولوا است که همگی در دهه ۱۹۲۰ گرفته شده‌اند. با انعکاس مدهای در حال تغییر در محتوای مجلات، آبه یکی از اولین عکاسان روزنامه‌نگاری شد که آثار خود را در قالب عکس مقالات به نشریات بزرگ از جمله مجله لندن و برلینر ایلوستریرت سایتونگ ارسال کرد. او همچنین در طول جنگ داخلی اسپانیا و ظهور نازی‌ها در آلمان از صحنه‌های مختلف عکس گرفت.
دخترش تیلی گفت: می‌توان از زندگی آبه فیلم خوبی ساخت. در دهه‌های ۱۹۲۰ و ۱۹۳۰ آبه از سیاستمداران، ستارگان صحنه و سینما - هیتلر و موسولینی، چارلی چاپلین و ژوزفین بیکر - عکس می‌گرفت و بزرگترین کودتای دوران حرفه‌ای خود را به ثمر رساند وقتی که به کرملین راه یافت و به گفته دخترش تیلی، «فریب خورد». تصویری نادر از لبخند استالین. پرتره ژوزف استالین برای جلوگیری از شایعه مرگ رهبر شوروی استفاده شد. تیلی می‌گوید: او عکاسی خود را «بلیط» نامید.  
دخترش می‌گوید: او عاشق باله بود و سوژه مورد علاقه‌اش برای عکاسی آنا پاولوا بود. من می‌دانستم که او چقدر رقصندگان را دوست دارد، و البته برای من بسیار مهم بود که پدرم را راضی کنم.

## زندگی شخصی
آبه چهار بار ازدواج کرد و هشت فرزند داشت. اولین بار در سال ۱۹۰۵ با الویز ترنر ازدواج کرد که در نوامبر ۱۹۰۷ درگذشت. ازدواج دوم او با فیلیس ادواردز، معلمی از ریچموند ویرجینیا بود که در سال ۱۹۰۹ با او ازدواج کرد و از او صاحب سه فرزند به نام‌های الیزابت (بت) متولد ۱۹۱۰، فیلیس متولد ۱۹۱۱ و جیمز شد. 

## کتاب‌ها
کتاب آبه به نام «من از روسیه عکاسی می‌کنم» در سال ۱۹۳۴ منتشر شد. این اثر شامل هشتاد عکس است که توسط آبه گرفته شده است. 